# ریموند راسل
ریموند راسل (انگلیسی: Raymond Russell؛ ۱۸۸۷ – ۱۹۱۸) بازیگر اهل ایالات متحده آمریکا بود.
از فیلم‌هایی که وی در آن‌ها نقش داشته‌است، می‌توان به دختر چهل‌تکه شهر آز اشاره نمود.